# Metembia ferox
Metembia ferox är en insektsart som beskrevs av Davis 1939. Metembia ferox ingår i släktet Metembia och familjen Embiidae. Inga underarter finns listade i Catalogue of Life.